# Corod
Corod è un comune della Romania di 7 648 abitanti, ubicato nel distretto di Galați, nella regione storica della Moldavia.
Il comune è formato dall'unione di 4 villaggi: Blânzi, Brătulești, Cărăpcești, Corod.